# Luxemburger Straße (Trier)
Die Luxemburger Straße ist eine Straße in Trier in den Stadtteilen West und Euren; im südwestlichsten Abschnitt bildet sie die Grenze zwischen Euren und Zewen.

## Verlauf
Die Straße führt von der Römerbrücke als östliche Verlängerung der Aachener Straße durch das komplette Industriegebiet von Euren und Zewen bis an den Ortsrand von Zewen und geht dort in die Zewener Straße über. Sie ist mit 4,4 Kilometern die längste Straße der Stadt. Etliche von der Straße abzweigende Seitenstraßen, die der Erschließung von Gewerbebetrieben dienen, tragen ebenfalls den Namen Luxemburger Straße.
Zwischen der Römerbrücke in Pallien und der Konrad-Adenauer-Brücke in Euren ist sie Teil der B 51, welche aus Richtung Eifel kommend nach Saarbrücken verläuft; ab hier ist sie Teil der B 49, welche von Koblenz kommend über Igel zum Grenzübergang bei Langsur bzw. Wasserbillig führt und Trier dadurch mit dem Großherzogtum Luxemburg verbindet.

## Geschichte
Die Straße verläuft auf einer alten Römerstraße, welche Trier mit Reims verband. Die Straße ist nach Luxemburg-Stadt, der Hauptstadt des kleinen gleichnamigen Großherzogtums benannt. Vor 1883 trug die Straße den Namen Eurener Chaussee. Überdies lag in der Nähe von Zewen, an dessen Ortsrand die Straßen endet, im Mittelalter und in der frühen Neuzeit die Grenze zu Luxemburg.

## Gebäude und Betriebe an der Straße

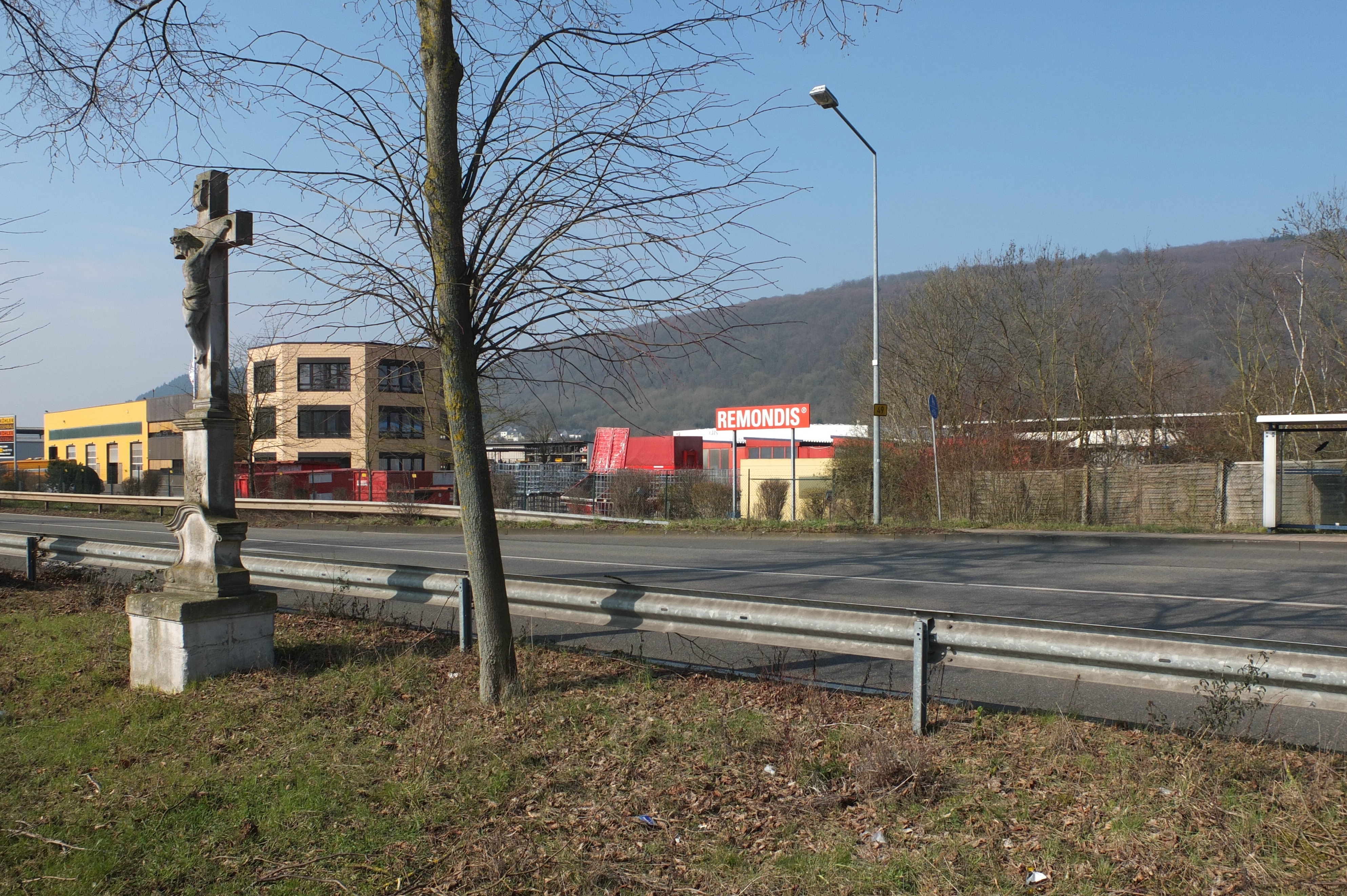
Wegekreuz an der Luxemburger Straße

Im nordöstlichen, der Innenstadt nächsten Abschnitt der Straße befinden sich mehrere Kulturdenkmäler aus dem späten 19. Jahrhundert. Hier liegen auch ein bekanntes Bordell – das Eros-Center –, direkt an der Römerbrücke die Rock-Disko Lucky's Luke, sowie verschiedene Fassaden noch genutzter und nicht mehr genutzter Gewerbebetriebe. Der nordöstliche Teil der Straße verläuft unmittelbar parallel zum Moselufer, das allerdings von der Straße aus aufgrund der Bebauung kaum wahrnehmbar ist. Zum Ufer hin befinden sich ein Campingplatz sowie der Ruderverein Treviris 1921. 1993 wurde an der Straße der Messepark eröffnet. Südwestlich von Messepark und Konrad-Adenauer-Brücke dient die Luxemburger Straße lediglich als Durchgangsstraße; fast alle dort gelegenen Gewerbe- und Industriebetriebe sind nicht unmittelbar von der Luxemburger Straße her erreichbar, sondern über Nebenstraßen. Ein Großteil der Straße ist eine Lindenallee, die Naturdenkmal ist.